# ハルデン＝オイレンブルク事件
ハルデン＝オイレンブルク事件（Harden-Eulenburg-Affäre）または単にオイレンブルク事件（Eulenburg-Affäre）は、1907年から1909年まで続いた、ドイツ皇帝ヴィルヘルム2世の閣僚や側近が同性愛者として糾弾されたことに始まる事件。この指弾が名誉棄損となるかを争う一連の法廷闘争が展開された。
事件の中心をなしたのは、同性愛の告発をしたジャーナリストのマクシミリアン・ハルデンと、告発を受けたフィリップ・ツー・オイレンブルク侯爵およびクーノー・フォン・モルトケ将軍との争いだった。両陣営のあいだでは非難の応酬が激しく展開され、皇帝とその友人たちが形成していたサークル「リーベンベルク円卓（de:Liebenberger Kreis）」は、ゲイ男性の集団を意味する言葉として使われるようになった。事件は公衆に広く知られることになり、ドイツ帝国で起きた最大の事件となった。またドイツで最初の同性愛をめぐる大論争を引き起こしたことから、同時期にイギリスで起きたオスカー・ワイルド裁判としばしば比較される。

## 原因
事件の発端となる出来事は、ヴィルヘルム2世が外交問題で失敗を犯した直後に起きた。1907年11月、ヴィルヘルム2世はシュヴァルツヴァルトの貴族の領地で友人たちを招いて休暇に入った。ある日の夕食後、軍事大臣のディートリヒ・フォン・ヒュルゼン＝ヘーゼラー伯爵は余興にチュチュを着てバレリーナに扮し、パ・スール（独舞、一人による踊り）を踊っている最中に心臓麻痺を起して倒れた。その場に居合わせたオーストリアの外交官オタカル・チェルニーン伯爵は、「ヴィルヘルム2世はいままで見たことが無いほど狼狽して目に恐れを浮かべ、目の前の出来事は本物かと言わんばかりに、宙を見上げていた」と書き残している。この事故は皇帝と同性愛との密接な関わりを暗示するものであったが、皇帝にとっては幸いにも、この秘密の遊戯は世間の目にふれないまま消えるかに思われた。
しかし、ドイツ政府の外交政策に批判的な者たちにとって、この出来事は格好の攻撃材料だった。ヴィルヘルム2世は1890年に「鉄血」宰相オットー・フォン・ビスマルクを退け、ビスマルクが和平条約や同盟によって進めてきた現実主義的な外交政策を放棄した。そしてそれに代えて、ビスマルク路線に対外強硬路線を組み合わせた拡張主義的な世界政策（en:Weltpolitik）を採用していた。ヴィルヘルム2世の最も信任厚い側近で反帝国主義者のフィリップ・ツー・オイレンブルクは、ひらの外交官からオーストリア大使に昇進した。ビスマルクを含む多くの人々が、皇帝とオイレンブルクの関係の実態は「紙に書ける」ようなものではないことに気づいていた。しかし彼らの親密すぎる関係を知る人々は、私生活上の様々な行動は、公的な場で明るみに出すことではないと考えていた。
『未来（Die Zukunft）』という定期刊行雑誌の主宰者で、強硬な帝国主義を支持するマクシミリアン・ハルデンは、オイレンブルクが皇帝に協調主義を吹き込み、拡張主義路線を後退させていると考えていた。ハルデンは1902年にオーストリア大使を退いたオイレンブルクを、私生活上の暴露記事を書くと言って脅すようになり、これが原因となってオイレンブルクは1906年に公的生活から引退した。ドイツ政府が外交政策で失敗を犯して1906年のアルヘシラス会議でフランスによるモロッコ支配を認めると、ハルデンは再びオイレンブルクを脅迫し始め、オイレンブルクはスイスへの移住を余儀なくされた。
1906年から1907年にかけ、6人の将校が同性愛行為がもとで脅迫を受けて自殺しており、また1904年から1907年の3年間で20人程度の将校が同性愛のために軍法会議にかけられていた。皇帝の親衛隊は上官や皇帝の側近への性的奉仕を強要されていた。親衛隊の隊長を務めていたのが皇帝の又従弟の陸軍中将ヴィルヘルム・フォン・ホーエナウ伯爵であったことも、攻撃材料になりえた。ハルデンにとって同性愛スキャンダルよりも悪く思えたのは、オイレンブルクがドイツに帰国して黒鷲騎士団の騎士叙任を受けようとしていたことだった。オイレンブルクは皇帝の弟ハインリヒ王子に、同性愛行為に耽っていることを理由にマルタ騎士団の騎士叙任を拒否されていたが、騎士団に入ることをあきらめていなかった。

## スキャンダル
ハルデンはすでに1906年、オイレンブルクを「ハープ奏者」、クーノー・フォン・モルトケ中将を「かわいい女の子」と呼ぶ風刺記事を書いて彼らの同性愛傾向をほのめかしていたが、ついに1907年4月27日にオイレンブルクを同性愛者だとはっきり暴露し、ホモセクシュアルの有力者のリストなるものを発表した。ヴィルヘルム2世は騒ぎが大きくなるに伴い、ホモセクシュアル有力者のリストに載ってベルリン市民の憎悪の的になっている15人の有力貴族のうち、ホーエナウ中将、ヨハネス・ツー・リナール少佐、モルトケ中将に辞職するよう要求した。ハルデンの発表したリストは皇帝の目に直接触れることはなかったが、リストには数百人の名前が載せられていた。
モルトケは弁護士に命じ、ハルデンに対して名誉毀損罪の刑事告訴を起こそうとしたが、検察に拒まれて民法上の名誉棄損に切り替えるように勧告された。オイレンブルクはハルデンに対して一切の対抗手段をとらず、刑法第175条（パラグラフ175）に抵触したことを自己批判する書類を検事に提出し、7月には狙い通り全ての刑事告発を免れた。この他、同じくリストに名前の載った帝室劇場支配人のゲオルク・フォン・ヒュルゼン＝ヘーゼラー伯爵（軍事大臣ディートリヒの弟）、ヴィルヘルム皇太子の厩舎長フォン・シュテュクラット、帝国宰相ベルンハルト・フォン・ビューロー侯爵は、同性愛者だとの告発を受けたか、あるいは実際に同性愛者であることを明らかにされた。

## 法廷闘争

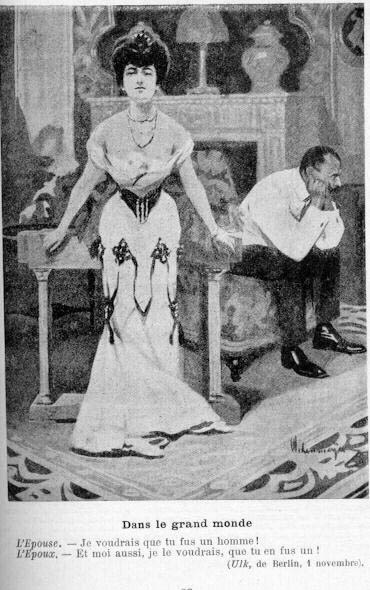
事件に際して描かれた風刺漫画。タイトルは「上流階級の間では」。妻「あなたが本物の男であって下されば良かったのに!」夫「同感だね、きみがそう（本物の男）であればと思うよ!」

1907年の10月23日から29日にかけて、モルトケの同性愛についての審理が行われ、モルトケの元妻リリー・フォン・エルベ、ボルハルトという名前の兵士、マグヌス・ヒルシュフェルト医学博士が、モルトケの性的志向について証言を行った。エルベはモルトケとの夫婦生活は皆無で、性交渉は結婚式の初夜と2日目の夜だけだったこと、モルトケはオイレンブルクと異様に親密だったこと、彼女自身が同性愛者の存在を知らなかったことなどを話した。ボルハルトはリナールの別荘で開かれたシャンパン・パーティに出席した時、ホーエナウとモルトケが一緒にいるところを見たと証言した。ヒルシュフェルトは、エルベの証言と自身が法廷で行ったモルトケの観察結果を根拠に、モルトケには多分に女性的な部分があり、同性愛行為を実際には行っていないとしても同性愛者と思われる、と述べた。10月29日、法廷はモルトケを同性愛者と見なすと述べ、ハルデンに無罪判決を下した。しかしこの裁判は手続き上の瑕疵による無効が宣言され、検察当局はハルデンを名誉棄損罪に問うことを決めた。
1907年11月6日、史上初の同性愛者向け雑誌「デア・アイゲネ」の創刊者アドルフ・ブラントは、ビューローがオイレンブルクに呼ばれた男性たちの集まりにおいて、マックス・シェーファーという男性にキスし、彼に抱きついたことをネタに脅迫されており、そうした切羽詰まった事情から刑法第175条に道徳心から反対するというポーズをとっている、という内容のパンフレットを発表した。ブラントは名誉毀損罪で有罪となり、禁錮18か月を言い渡されている。
1907年12月18日から25日にかけての公判で、モルトケの元妻エルベにヒステリーの診断が下され、ヒルシュフェルトは最初の頃の証言を撤回したとして信用に値しないと判断され、ハルデンは名誉棄損で有罪となり、禁錮4カ月を言い渡された。
1908年4月21日、政治的目標、道徳心そして復讐心に突き動かされたハルデンは、同業者でぐるになっていたアントン・シュレーデレにハルデンはオイレンブルクから口止め料をもらって一旦口をつぐんでいたという記事を発表させて、オイレンブルクが同性愛者だと証明する仕事を始めた。ハルデンはそこでシュテーデレを名誉棄損で訴え、シュテーデレが有罪となって100マルクの罰金をハルデンに支払い、その後ハルデンはこの金をシュテーデレに返した。この裁判中、ゲオルク・リーデルとヤーコプ・エルンストという二人の男が、オイレンブルクと性的関係があったと証言した。この証言に基づき、オイレンブルクは偽証罪で告発され、1908年5月7日に法廷に引きずり出された。2週間後にオイレンブルクは無罪とされたが、これは覆され、2度目の裁判が始まった。
2度目の裁判ではヤーコプ・エルンストら41人の証人が喚問され、うち10人が1887年に鍵穴からオイレンブルクの同性愛行為を見たと証言していた。しかし1908年6月29日、裁判所はオイレンブルクの体調が悪いことを理由に裁判の延長を決定した。審理は入院したオイレンブルクの病室で続けられるはずだったが、結局は無期限延期となった。
1908年4月、ハルデンは再び有罪となり、罰金600マルクと裁判費用4万マルクを支払うよう命じられ、モルトケは名誉を回復した。

## 影響
裁判のストレスのため、関係者の多くが1908年に病に倒れている。オイレンブルクの妻アウグスタ・ザンデルスは後年、「彼らは主人を袋叩きにしていたが、本当の狙いは皇帝だった」と語っている。ハルデンも後にヒルシュフェルトに対し、あの事件は自分の人生において最大の汚点だったと述べた。ハルデンは後世の多くの人々と同じく、穏健派だったオイレンブルクの影響力を排除したことが原因となり、第1次世界大戦と第2帝国の崩壊が避けられないものとなってしまったと考えていた。